# Antocha (Antocha) scelesta
Antocha (Antocha) scelesta is een tweevleugelige uit de familie steltmuggen (Limoniidae). De soort komt voor in het Oriëntaals gebied.